# Kepler-69 c
Kepler-69 c (conosciuto anche come KOI-172.02) è un esopianeta scoperto dagli astronomi affiliati al gruppo della missione Kepler e annunciato per la prima volta il 7 gennaio 2013 con il suo numero di catalogo KOI. È uno dei pianeti più simili alla Terra scoperti ed è distante da noi 1034 anni luce circa. Il 18 aprile 2013 il pianeta è stato confermato dal team Kepler e aggiunto al catalogo della missione, sotto il nome di Kepler-69 c.

## Caratteristiche
Il pianeta è una superterra con un raggio di circa 1,5 volte quello terrestre. Orbita attorno ad una stella simile al Sole, Kepler-69, ad una distanza di 0,762 UA (circa 112 milioni di chilometri) e tale da poter supportare l'esistenza di acqua allo stato liquido sulla sua superficie. La maggiore vicinanza alla propria stella rispetto alla Terra compensa la minore luminosità di quest'ultima, una stella dalla temperatura inferiore a quella del Sole. Il periodo di rivoluzione è di circa 242 giorni, ma la massa è sconosciuta. Lo studio di quest'ultima permetterà di ricavare la densità e capire se il pianeta sia un pianeta oceanico o più simile alla Terra, con masse continentali e corpi d'acqua distinti.
Gli scienziati hanno affermato che Kepler-69 c potrebbe essere il primo pianeta in grado di ospitare forme di vita aliena (partendo dal presupposto che l'acqua allo stato liquido in superficie sia un requisito per l'esistenza della vita).
Anche Kepler-22 b ha caratteristiche di abitabilità, è infatti il primo pianeta terrestre scoperto nella fascia abitabile di una stella simile al Sole, ma è una superterra decisamente più massiccia.
Con l'annuncio ufficiale dell'aprile 2013, il pianeta pare sia un po' più vicino alla stella madre rispetto a quanto creduto in precedenza: la sua distanza da Kepler-69 è di circa 0,64 UA e il raggio è stato stimato in 1,7 volte quello terrestre.
La temperatura d'equilibrio del pianeta, che non tiene conto dell'eventuale effetto serra causato dall'atmosfera, era stata stimata attorno ai 282 K in un primo momento, mentre con studi successivi sarebbe invece attorno ai 325 K, ossia circa 70 gradi superiore a quella di equilibrio della Terra. In definitiva, il pianeta si trova nei pressi del limite interno della zona abitabile, come ad esempio Venere nel sistema solare, e potrebbe essere troppo caldo per avere le condizioni nel mantenere l'acqua liquida in superficie ed essere abitabile.